# Simfonia dragostei (film din 1956)
Simfonia dragostei (titlul original: în italiană Sinfonia d'amore) este un film dramatic biografic franco-italian, realizat în 1956 de regizorul Glauco Pellegrini, titlul filmului referindu-se la așa-numita Simfonie nr. 8 „neterminată” a lui Schubert.
Protagoniștii filmului sunt actorii Claude Laydu, Lucia Bosè, Marina Vlady și Paolo Stoppa. 

## Rezumat
Filmul relatează ultimii zece ani din scurta viață a compozitorului vienez Franz Schubert, relația sa sentimentală cu soprana Therese Grob apoi dragostea întreruptă cu tânăra și frumoasa sa elevă, Contesa Caroline Esterházy.

## Distribuție
- Claude Laydu – Franz Schubert
- Lucia Bosè – Therese Grob
- Marina Vlady – contesa Caroline Esterházy
- Paolo Stoppa – Calafatti
- Riccardo Fellini – pictorul Leopold Kupelwieser
- Silvio Bagolini – poetul Johann Mayrhofer
- Heinz Moog – contele Esterhazy
- Gino Bechi – baritonul Johann Michael Vogl
- Nicola Monti –
- Jone Salinas – Colomba Calafatti
- Edoardo Toniolo – contele Zilhay

## Melodii din film
- Franz Schubert : Ave Maria, Simfonia neterminată, Fantezie în Fa minor.
- Ludwig van Beethoven : Sonata Lunii.[1]
- Wolfgang Amadeus Mozart.
- Gioachino Rossini.
- Niccolò Paganini.
- Carl Maria von Weber